# Universiti Malaysia Sabah
Universiti Malaysia Sabah (UMS) – malezyjska uczelnia publiczna z siedzibą w Kota Kinabalu (stan Sabah). Została założona w 1994 roku.